# Atelomycterus marnkalha
Atelomycterus marnkalha es una especie de peces de la familia Scyliorhinidae en el orden de los Carcharhiniformes.

## Morfología
• Los machos pueden llegar alcanzar los 47 cm de longitud total.

## Reproducción
Es ovíparo.

## Hábitat
Es un pez de mar y de clima tropical que vive entre 11-74 m de profundidad.

## Distribución geográfica
Se encuentra desde Queensland (Australia) hasta el sur de Papúa Nueva Guinea.